# Raymond Dubalen
Pour les articles homonymes, voir Dubalen (homonymie).
Raymond Dubalen est un militaire et homme politique français né le 30 juillet 1777 à Saint-Sever (Landes) et décédé le 17 juin 1815 à la bataille de Ligny.

## Présentation
Fils d'un magistrat, il entre dans l'armée et arrive au grade de colonel. Il est député des Landes en 1815, pendant les Cent-Jours.